# Yonggom jezik
Yonggom jezik (yongkom, yongom; ISO 639-3: yon), transnovogvinejski jezik koji se govori duž rijeka Fly i Tedi (Alice), u provinciji Western, Papua Nova Gvineja. Leksički je nejsličniji jeziku sjeverni muyu [kti] (80%), s kojim pripada nizinskim ok-awyu jezicima.
Broj govornika iznosi 4 000 (1997 SIL); pismo: latinica.

## Vanjske poveznice
- Ethnologue (14th)
- Ethnologue (15th)